# Audulfo di Baviera
Audulfo di Baviera (ca. 760 – 818) fu un aristocratico del regno dei Franchi Orientali prefetto (marchese) della Baviera, nell'attuale Germania sud-orientale.
Inizialmente fu nominato conte di Taubergau e dal 799 divenne prefetto di Baviera, succedendo a Geroldo di Baviera, il quale aveva governato la regione dal 788, in seguito della deposizione a opera di Carlo Magno del duca dei Bavari Tassilone III. Parte dei suoi compiti di prefetto era tenere le assemblee provinciali e le giornate di udienza, nonché di guidare l'esercito in battaglia.